# Sistema vivo
Los sistemas vivos son formas de vida abiertas y autoorganizadas que interactúan con su entorno. Estos sistemas son mantenidos por flujos de información, energía y materia.
En las últimas décadas, se ha buscado establecer una teoría general de los sistemas vivos para explicar la naturaleza de la vida. La cual intenta mapear los principios generales de cómo funcionan todos los sistemas vivos, mientras explora los fenómenos en términos de patrones dinámicos de relaciones de los organismos con su entorno.

## Teoría de Miller
James Grier Miller en su libro de 1978 Living Systems, propuso que un "sistema vivo" debe contener "subsistemas críticos", definidos por sus funciones, y ser visibles desde células simples hasta organismos, países, y sociedades. Consideraba a los sistemas vivos como un subconjunto de todos los sistemas. Por debajo del nivel de los sistemas vivos, define el espacio y el tiempo, la materia y la energía, la información y la entropía, los niveles de organización y los factores físicos y conceptuales, y por encima de los sistemas vivos, los sistemas ecológico, planetario y solar, las galaxias, etc.

Bajo esta teoría, los sistemas vivos pueden definirse como:
...sistemas abiertos-autoorganizados que tienen las características especiales de la vida e interactúan con su entorno. Esto se lleva a cabo por medio de intercambios de información y energía material. Los sistemas vivos pueden ser tan simples como una sola célula o tan complejos como una organización supranacional como la Unión Europea. Independientemente de su complejidad, cada uno de ellos depende de los mismos veinte subsistemas (o procesos) esenciales para sobrevivir y continuar la propagación de sus especies o tipos más allá de una sola generación. 
Pudiendo establecerse que existen en ocho niveles jerárquicos "anidados": célula, órgano, organismo, grupo, organización, comunidad, sociedad y sistema supranacional. En cada nivel, un sistema comprende invariablemente veinte subsistemas críticos, que procesan materia-energía o información, excepto los dos primeros, que procesan tanto materia-energía como información.
Los procesadores de materia-energía son:
- ingestor, distribuidor, convertidor, productor, almacenador, extrusor, motor, soporte

Los procesadores de información son:
- transductor de entrada, transductor interno, canal y red, temporizador, decodificador, asociador, memoria, decisor, codificador, transductor de salida

### Conceptos
Miller propuso que los conceptos de espacio, tiempo, materia, energía e información son esenciales para su teoría porque los sistemas vivos existen en el espacio y están hechos de materia y energía organizada por información. Empleando dos tipos de espacios: el espacio físico o geográfico y los espacios conceptuales o abstractos. El tiempo es la "cuarta dimensión" fundamental del continuo/espiral físico espacio-tiempo. Materia es todo lo que tiene masa y ocupa espacio físico. La masa y la energía son equivalentes, ya que una se puede convertir en la otra. La información se refiere a los grados de libertad que existen en una situación dada para elegir entre señales, símbolos, mensajes o patrones a transmitir.
Otros conceptos relevantes son sistema, estructura, proceso, tipo, nivel, escalón, suprasistema, subsistema, transmisiones y estado estacionario. Un sistema puede ser conceptual, concreto o abstracto. La estructura de un sistema es la disposición de los subsistemas y sus componentes en un espacio tridimensional en cualquier punto del tiempo. El proceso, que puede ser reversible o irreversible, se refiere al cambio en el tiempo de materia-energía o información en un sistema. El tipo define los sistemas vivos con características similares. El nivel es la posición en una jerarquía de sistemas. Muchos sistemas vivos complejos, en varios niveles, están organizados en dos o más escalones. El suprasistema de cualquier sistema vivo es el siguiente sistema superior en el que es un subsistema o componente. La totalidad de todas las estructuras de un sistema que llevan a cabo un proceso particular es un subsistema. Las transmisiones son entradas y salidas en sistemas concretos. Debido a que los sistemas vivos son sistemas abiertos, con flujos de materia, energía e información que se alteran continuamente, muchos de sus equilibrios son situaciones dinámicas identificadas como estados estacionarios o equilibrio de flujo.
Miller define a la sociedad como "un gran sistema vivo y concreto con [comunidad] y niveles inferiores de sistemas vivos como subsistemas y componentes". La sociedad puede incluir comunidades pequeñas, primitivas y con poco potencial; antiguas ciudades-estado y reinos; así como los modernos estados-nación e imperios que no son sistemas supranacionales.

Un sistema supranacional, en opinión de Miller, "se compone de dos o más sociedades, algunos o todos cuyos procesos están bajo el control de un decisor que está por encima de sus niveles más altos". Sin embargo, sostuvo que no existe ningún sistema supranacional con todos sus veinte subsistemas bajo el control de su decisor. La ausencia de un decisor supranacional excluye la existencia de un sistema supranacional concreto. Miller dice que estudiar un sistema supranacional es problemático porque sus subsistemas
... tienden a constar de pocos componentes además del decodificador. Estos sistemas hacen poco procesamiento de materia y energía. El poder de las sociedades componentes [naciones] hoy en día es casi siempre mayor que el poder de los decisores supranacionales. Tradicionalmente, la teoría en este nivel se ha basado en la intuición y el estudio de la historia más que en la recopilación de datos. Actualmente se están realizando algunas investigaciones cuantitativas, y actualmente está en auge la construcción de modelos y simulaciones de sistemas globales.
En el nivel del sistema supranacional, el énfasis de Miller está en las organizaciones, asociaciones y grupos internacionales que comprenden representantes de sociedades (estados-nación). Además, identifica los subsistemas en este nivel para adaptarse a este énfasis: el reproductor es "cualquier sistema supranacional multipropósito que crea una organización supranacional de un solo propósito" y el límite son las "fuerzas supranacionales, generalmente ubicadas en o cerca de las fronteras supranacionales, que las defienden, custodian o vigilan". Pero omite el análisis de fenómenos subjetivos y enfatiza demasiado el análisis Q concreto (correlación de objetos) hasta la virtual exclusión del análisis R (correlación de variables). Al afirmar que las sociedades tienen un mayor control sobre los componentes de sus subsistemas que los sistemas supranacionales, elude la cuestión del poder transnacional sobre los sistemas sociales contemporáneos. 

## Otras lecturas
- Kenneth D. Bailey, (1994). Sociología y la nueva teoría de sistemas: Hacia una síntesis teórica . Albany, Nueva York: SUNY Press .
- Kenneth D. Bailey (2006). Teoría de los sistemas vivos y teoría de la entropía social. Investigación de sistemas y ciencia del comportamiento, 22, 291–300.
- James Grier Miller, (1978). Sistemas vivientes. Nueva York: McGraw-Hill .ISBN 0-87081-363-3
- Miller, JL y Miller, JG (1992). Mayor que la suma de sus partes: Subsistemas que procesan tanto materia-energía como información. Ciencias del comportamiento, 37, 1–38.
- Humberto Maturana (1978), “ Biología del lenguaje: La epistemología de la realidad Archivado el 12 de febrero de 2017 en Wayback Machine. ”, en Miller, George A., and Elizabeth Lenneberg (eds. ), Psicología y Biología del Lenguaje y del Pensamiento: Ensayos en Honor a Eric Lenneberg . Prensa Académica: 27-63.
- Jouko Seppänen, (1998). La ideología de sistemas en las ciencias humanas y sociales. En G. Altmann y WA Koch (Eds. ), Sistemas: Nuevos paradigmas para las ciencias humanas (pp. 180–302). Berlín: Walter de Gruyter.
- James R. Simms (1999). Principios de la ciencia cuantitativa de los sistemas vivos . Dordrecht: Kluwer Académico .ISBN 0-306-45979-5